# کیل بستاله
کیل بستاله (به لاتین: Kil Bastalah) یک منطقهٔ مسکونی در افغانستان است که در ولایت بامیان واقع شده‌است.